# Třetí pětiletka (Československo)
Třetí pětiletka byl ekonomický plán rozvoje Československa na léta 1961–1965. 
Příprava třetího pětiletého plánu rozvoje národního hospodářství začala již roku 1958. Dne 17. listopadu 1960 schválilo Národní shromáždění zákon o pětiletém plánu. Konečnou verzi plánu ovlivnily maximalistické představy o dosažitelných cílech hospodářského rozvoje v 60. letech. Do konečné podoby byly zahrnuty i takové ukazatele, které přesahovaly reálné možnosti ekonomiky. Prosadila se varianta plánu, který požadoval zvýšení investičních nákladů a ve finální verzi šlo o 322,41 miliard korun, což bylo víc než v letech 1949–1960 dohromady. Společně s obrovskými investicemi do průmyslu mělo také dojít k industrializaci zemědělství, rozšíření domácí surovinové základny, přezbrojení armády a zvýšení devizového přínosu exportu do západních zemí.

## Hlavní úkoly třetí pětiletky
XI. sjezd KSČ vytyčil program socialistické výstavby v Československu, který se opíral o dokončení cílů druhého pětiletého plánu a plynule na něj navazoval. Program třetí pětiletky se zaměřil na rozvoj národního hospodářství v letech 1961–1965:
I. Zvednout objem průmyslové výroby v roce 1965 minimálně o polovinu ve srovnání s rokem 1960. Rozvíjet produkci výrobních prostředků dvakrát rychleji než výrobu spotřebních předmětů, se zaměřením na strojírenství, které by mělo i nadále zůstat hlavním článkem národního hospodářství. Urychleně rozvíjet metalurgii. Značně zvýšit chemickou výrobu pro uskutečnění rozsáhlé chemizace národního hospodářství.
II. Posílit a rozvíjet ekonomiku zemědělské výroby a vybudovat moderní, intenzivní hospodářské podniky. Vybavit je vysoce výkonnou technikou, podstatně vylepšit péči o půdu, v rozsáhlé míře užívat chemické postřiky, hlavně umělá hnojiva. Na takovém základě se měla zvýšit zemědělská výroba ČSR v období třetí pětiletky nejméně o 21 %.
III. Přebudovat technickou základnu dopravy do účinnější formy. Rozvíjet elektrifikaci a motorizaci dopravy tak, aby v roce 1965 dosahoval podíl těchto trakcí 75 % veškeré přepravy po železnici.
IV. K zajištění rozvoje hospodářských sil a ke splnění cíle ve zvýšení životní úrovně vložit do národního hospodářství v letech 1961–1965 312 miliard Kčs investic, tedy o 54 % víc než ve druhém pětiletém plánu.
V. Lépe využívat přírodních a ekonomických podmínek jednotlivých oblastí republiky. Zajistit další všestranný rozvoj hospodářství na Slovensku jako předpoklad pro postupné vyrovnání hospodářské a kulturní úrovně Slovenska a českých krajů. Průmyslovou výrobu na Slovensku navýšit v letech 1961–1965 zhruba o 75 %.
VI. Rozvinutím československého hospodářství jako součásti socialistické hospodářské soustavy dosáhnout, aby příspěvek Československa k dosažení vítězství socialistické světové soustavy nad kapitalistickou soustavou byl co největší.
VII. Hlavní metodou plnění úkolů třetí pětiletky je boj za vyšší efektivnost národního hospodářství, a k tomu je zapotřebí všestranně rozvinout vědu a techniku. Urychlit růst produktivity společenské práce výrazným uplatňováním technického pokroku ve všech odvětvích národního hospodářství. Podstatně zlepšit kvalitu výrobků.
VIII. V souladu s rozvojem ekonomického potenciálu země zvyšovat životní úroveň lidu a vytvářet předpoklady pro jeho všestranný a bohatý kulturní život. Vystavět ve třetí pětiletce 480 000 bytů, snížit pracovní dobu na 40 hodin týdně v hlubinných dolech a na 42 hodin v ostatních odvětvích národního hospodářství.

## Plán pro Slovensko
Jednou z hlavních priorit třetího pětiletého období bylo urychlení procesu hospodářského vyrovnání Slovenska s českými zeměmi, které se plánovalo dokončit kolem roku 1975. Hlavní industrializace Slovenska probíhala od konce 50. let v hutním a chemickém průmyslu. Výstavba nových objektů se posouvala do východní části země a také do dříve opomíjených jižních okresů západního a středního Slovenska.

## První rok (1961)
Předpokládalo se, že Československo bude podstatnou část surovin dovážet ze zemí východního bloku, se kterými mělo uzavřené mezistátní dohody. Významný podíl v dovozu patřil Číně a rostoucí napětí ve vztazích mezi Sovětským svazem a Čínou mělo tedy hospodářské dopady i na Československo. Čína v tomto roce zrušila téměř veškerý vývoz, ale také objednávky na dovoz do Československa. Toto mělo dopad na rozpracované investice, často upravené podle čínských požadavků, a proto bylo téměř nemožné najít pro ně nové odběratele. Narůstající hospodářské problémy Československa způsobily, že země stále více pociťovala zátěž úvěrů, které poskytla zemím východního bloku, ale také vlastní zadluženost vůči Západu. Úvěrové možnosti Československa byly velmi omezené. Import ze Západu platilo vývozem moderních strojů, které potom chyběly v investičních celcích, jejichž výstavba byla naplánována. Po čase se ale výrobní kapacita těchto strojů naplnila, a začalo docházet k vývozu zboží, původně určeného pro domácí trh.

## Druhý rok (1962)
Politické vedení zůstalo zaskočeno hospodářskými problémy roku 1961, a proto se rozhodlo třetí pětiletku upravit, její hlavní cíle však zpochybněny nebyly. Nebyla zpochybněna ani Rozsypalova reforma, bylo však konstatováno, že byla špatně realizována. Měla se nastavit rovnováha mezi zdroji a potřebami, co však bylo za takových podmínek nereálné.
V dubnu byla situace už natolik kritická, že došlo k rozhodnutí zrušit třetí pětiletku, což bylo potvrzeno na XII. sjezdu KSČ v prosinci 1962. Následky katastrofální pětiletky byly pociťovány ještě dlouho po jejím zrušení, například až do roku 1964 trval pokles národního produktu. Obrovská suma investic nepřinesla očekávaný efekt a zapříčinila nárůst nadnormativních zásob a nevyužitých kapacit.

## Výsledky pětiletky
Za období 1961–1965 se efektivnost hospodářství zhoršila. Zemědělská výroba zůstala na úrovni 50. let. Aby bylo možné vyplnit alespoň hlavní části sociálního programu pětiletky, byly seškrtány investice. Bilance první poloviny 60. let ukazuje tak velký odklon od plánovaných záměrů, jaký se neobjevil od zahájení plánovaného hospodářství až do roku 1989. Ve srovnání s evropskými zeměmi byl v první polovině 60. let hospodářský růst v ČSSR jeden z nejnižších.

## Úkoly třetího pětiletého plánu a vývoj hospodářství v letech 1961-1965[3]
| Ukazatel                   | Index 1965a | Index 1965a | Dosažené roční přírůstky v % | Dosažené roční přírůstky v % | Dosažené roční přírůstky v % | Dosažené roční přírůstky v % | Dosažené roční přírůstky v % | Dosažené roční přírůstky v % |
| -------------------------- | ----------- | ----------- | ---------------------------- | ---------------------------- | ---------------------------- | ---------------------------- | ---------------------------- | ---------------------------- |
| Ukazatel                   | plán        | skutečnost  | 1961                         | 1962                         | 1963                         | 1964                         | 1965                         | Ø1961 - 1965                 |
| Národní důchod             | 142b        | 110         | 6,8                          | 1,4                          | -2,2                         | 0,6                          | 3,4                          | 1,9                          |
| Průmyslová výroba          | 156c        | 129         | 8,8                          | 6,1                          | -0,6                         | 4,1                          | 7,9                          | 5,2                          |
| z toho: výrobní prostředky | 170         | 133         | 9,1                          | 7,1                          | -1,1                         | 5,1                          | 9,2                          | 5,9                          |
| spotřební předměty         | 134c        | 123         | 8,4                          | 4,6                          | 0,1                          | 2,6                          | 5,8                          | 4,2                          |
| Zemědělská výroba          | 122c        | 97          | 0,3                          | -7,0                         | 7,1                          | 3,5                          | -6,0                         | -0,6                         |
| Železniční dopravad        | 135         | 113         | 6,0                          | 0,6                          | -2,4                         | 5,9                          | 2,1                          | 2,5                          |
| Investice                  | 159e        | 127e        | 8,9                          | 13,8                         | -11,2                        | 11,1                         | 7,5                          | 4,9e                         |
| Obrat zahraničního obchodu | 147         | 143         | 8,7                          | 4,8                          | 8,4                          | 8,3                          | 5,5                          | 7,4                          |
| Zaměstnanostf              | 109         | 109         | 1,9                          | 2,1                          | 0,9                          | 1,0                          | 2,7                          | 1,7                          |
| Produktivita práceg        | 143c        | 119         | 5,2                          | 3,3                          | -0,6                         | 3,7                          | 6,0                          | 3,5                          |
| Osobní spotřeba            | 130c        | 116         | 3,4                          | 2,4                          | 1,1                          | 3,0                          | 5,1                          | 3,0                          |
| Maloobchodní obrath        | .           | 118         | 4,5                          | 2,5                          | 1,3                          | 2,9                          | 5,4                          | 3,3                          |
| Reálné příjmyi             | 125c        | 123         | 6,7                          | 1,7                          | 2,0                          | 5,2                          | 5,4                          | 3,3                          |
| Bytová výstavba            | 154e        | 130e        | 16,6                         | -0,9                         | -3,6                         | -5,9                         | 0,7                          | 5,4e                         |

Poznámky
- a: Rok 1960 = 100
- b: O něco více než uvedený ukazatel
- c: Minimální ukazatel; v zemědělské výrobě stanoven index v rozmezí 122-123
- d: Výkony v tunách
- e: Srovnání pětiletí 1956-60 a 1961-65 a z toho odvozený průměrný roční přírůstek
- f: Bez členů JZD
- g: V průmyslu
- h: Úhrnný prodej včetně veřejného stravování (fyzický objem)
- i: Úhrn příjmů obyvatelstva
- j: Počet nově postavených bytů

## Pozitivní jevy
Hospodářský vývoj v první polovině 60. let zaznamenal také vylepšení některých oblastí. Zlepšilo se zásobování národního hospodářství uhlím, palivy, elektřinou a kovy. Byla posílena úloha chemického odvětví průmyslu zahájením provozu ve významných továrnách v Bratislavě, Kralupech nebo Novácích. Pokročila výstavba automobilky v Mladé Boleslavi. Probíhala elektrizace železnic a modernizace silniční sítě, přibývaly letecké spoje. V zemědělství se v oblasti mechanizace, organizace práce a chemizace vytvářely předpoklady pro pozdější rychlý růst výroby. Ve složitých podmínkách se nezastavil ani plán sbližování ekonomické úrovně Slovenska se západní části republiky, k čemuž pomohla i výstavba Východoslovenských železáren a navazujících podniků. Byl takto posílen Východoslovenský kraj, který byl nejméně rozvinutou částí státu.